# Oscar Ouma Achieng
Oscar Ouma Achieng (3 de maio de 1989) é um jogador de rugby sevens queniano.

## Carreira
Oscar Ouma Achieng integrou o elenco da Seleção Queniana de Rugbi de Sevens, na Rio 2016, que foi 11º colocada.